# Дом Яна Матейко

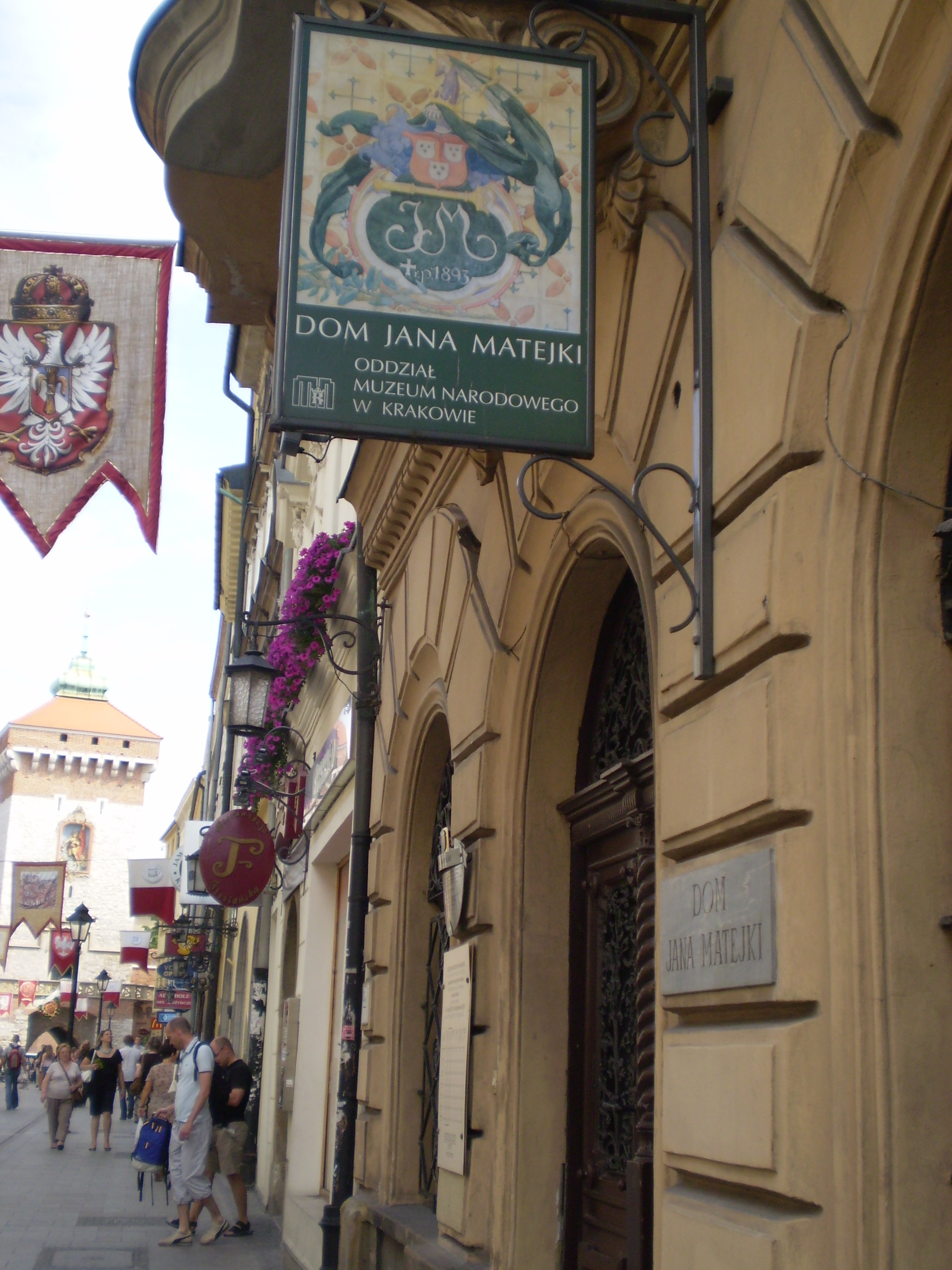

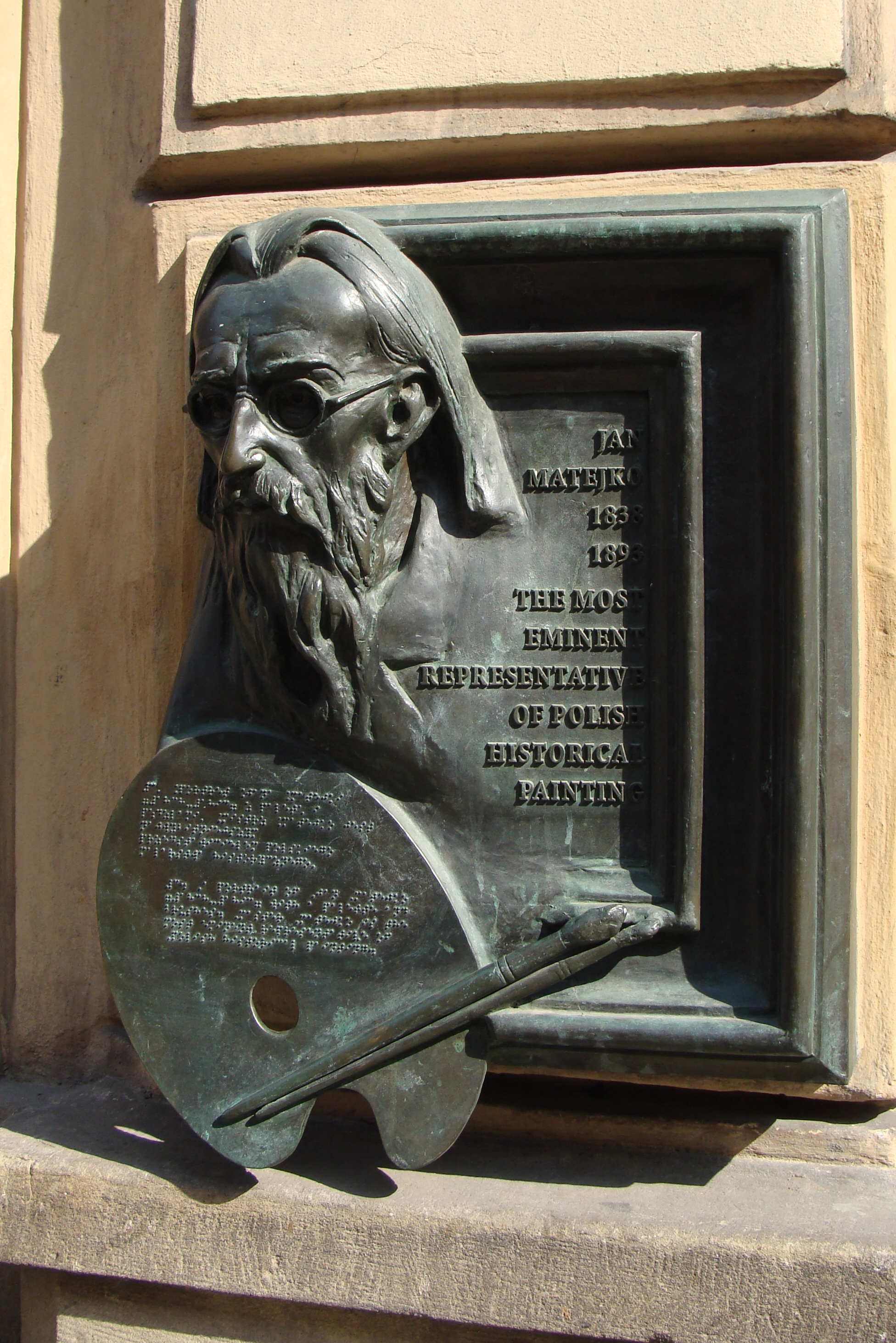
Рельефный бюст Яна Матейко с палитрой.

Дом Яна Матейко (пол. Dom Jana Matejki) — наименование музея, который находится в краковском районе Старый город по адресу улица Флорианская, 41. Филиал Национального музея.
Музей, посвящённый жизни и творчеству польского художника Яна Матейко, был основан в 1895 году и с 1904 года стал филиалом краковского Национального музея.
8 ноября 1893 года, на следующий день после смерти Яна Матейко, в краковской газете «Czas» была опубликована статья журналиста Мариана Соколовского, который призвал создать музей, посвящённый Яну Матейко. Польский общественный деятель Евстахий Сангушко, ставший позднее основателем Общества имени Яна Матейко, откликнулся на этот призыв и приступил к сбору денежных средств для организации музея. 7 ноября 1895 года, во вторую годовщину со дня Яна Матейко, Евстахий Сангушко выкупил у родственников Яна Матейко дом на улице Флорианской, где ранее проживал художник. Евстахий Сангушко также приобрёл небольшое собрание картин художника. С этого же времени стала собираться библиотека о творчестве Яна Матейко.
1 мая 1896 года в дом на улице Флорианской был открыт для посещения. Первоначально экспозиция представляла гостиную и спальню Яна Матейко.
В конце XIX и начале XX веков здание специально перестраивалось для музейной экспозиции. С 1896 по 1898 год ремонт производился по проекту польского архитектора Тадеуша Стрыенского и с 1901 по 1904 год — по проекту архитектора Зигмунда Хендля.
24 июня 1904 года Общество имени Яна Матейко официально открыло музей Яна Матейко, который стал филиалом краковского Национального музея.
После Второй мировой войны был проведён ремонт здания и музей вновь открылся в 1953 году. В 1993 году, в преддверии 100-летней годовщины со дня смерти Яна Матейко, был произведён ещё один ремонт.
В настоящее время музей Дом Яна Матейко представляет экспозицию, размещённую на трёх этажах здания. На первом этаже представлена спальня художника, называемая «Покои под звёздами». На втором этаже в комнате, где родился Ян Матейко, представлена памятная табличка с надписью «Często sprawia Bóg, że wielkość zamyka w małym kształcie» (Бог часто делает так, что величие скрывает в малом). На третьем этаже находится экспозиция, представляющая мастерскую художника.
В музее также демонстрируются орудия пыток, которые использовались во время средневековья в тюрьме «Доротка».